# 左青
左青（？—），陕西三原人，中国人民解放军少将，中国人民解放军艺术学院原院长，中国舞蹈家协会原副主席、顾问。